# 韋泰利
韋泰利是芬蘭的城鎮，位於該國西部，由中博滕區負責管轄，距離科科拉54公里，面積521平方公里，2013年人口3,396，人口密度為每平方公里6.76人。

## 外部連結
- Municipality of Veteli （页面存档备份，存于） – Official website